# Ommata globulicollis
Ommata globulicollis là một loài bọ cánh cứng trong họ Cerambycidae.